# Juan de Dios Vial Correa
Juan de Dios Vial Correa (Santiago del Cile, 18 maggio 1925 – Madrid, 17 marzo 2020) è stato un medico cileno.
Figlio di Wenceslao Vial Ovalle ed Ana Correa Sánchez, è fratello dello storico Gonzalo Vial Correa.
Effettuò i suoi studi elementari e medi presso il Collegio dei Padri Francesi e, successivamente, si iscrisse alla facoltà di medicina della Pontificia Università Cattolica del Cile, laureandosi in Medicina e Chirurgia nel 1949.
In seguito divenne professore presso la stessa facoltà e, poi, rettore dell'Università Cattolica del Cile, fra il 1984 e il 2000.
Nel 1994 fu nominato presidente della Pontificia Accademia per la Vita, sostituendo Jérôme Lejeune, deceduto poco prima.